# Marc Brice
Pour les articles homonymes, voir Brice.
Marc, Antoine Brice est un homme politique français né le 11 novembre 1805 à Champigneulles (Meurthe) et décédé le 25 juin 1877 à Champigneulles.

## Biographie
Issue d'une famille paysanne de Létricourt, il s'installe en 1829 à Champigneulles. Il développe alors sa ferme avec les dernières techniques d'agronomies et obtient de nombreux prix. Il entre alors dans la Société d'Agriculture de Nancy dont il devient le vice-président en 1865. Il construit aussi une distillerie de pommes de terres et une sucrerie en 1837. En 1845, il ajoute une distillerie de betterave car le sucre est alors moins rentable depuis la suppression des droits sur le sucre de canne en 1844. 
Il est élu conseiller municipal de sa ville en 1847 et devient maire de sa commune en février 1848 jusqu'en octobre de la même année. Il quitte le conseil municipal quand il refuse de prêter serment à l'Empire en mai 1852. Il subit de grosses pertes avec la destruction de ses usines pendant la guerre de 1870. Il est ensuite député de Meurthe-et-Moselle de 1871 à 1876, siégeant dans le groupe de la Gauche républicaine. Il cherche pas de second mandat en raison de son âge et de la perte de sa femme.

## Sources
- « Marc Brice », dans Adolphe Robert et Gaston Cougny, Dictionnaire des parlementaires français, Edgar Bourloton, 1889-1891 [détail de l’édition]
- Ressource relative à la vie publique :   - Base Sycomore
- Jean El Gammal, François Roth et Jean-Claude Delbreil, Dictionnaire des Parlementaires lorrains de la Troisième République, Serpenoise, 2006 (ISBN 2-87692-620-2 et 978-2-87692-620-2, OCLC 85885906, lire en ligne), p. 140